# 鹿児島県道72号垂水大崎線
鹿児島県道72号垂水大崎線（かごしまけんどう72ごう たるみずおおさきせん）は、鹿児島県垂水市から曽於郡大崎町に至る県道（主要地方道）である。

## 概要
垂水市牛根を起点とし鹿屋市輝北町百引（もびき）を経由して曽於郡大崎町野方に至る。
主要地方道としては1982年（昭和57年）12月17日に鹿児島県告示1863号により認定された。単独区間のうち、国道から離れた地点は1 - 1.5車線道路で、大隅半島内の主要地方道では鹿児島県道74号内之浦佐多線とともに未改良区間が多く残る路線となる。

### 路線データ
- 起点：垂水市二川（牛根交差点、国道220号交点）
- 終点：曽於郡大崎町野方（国道269号交点）
- 総延長：32.972 km
- 実延長：32.786 km

## 歴史
- 1982年（昭和57年）12月17日 - 鹿児島県告示1863号により認定[1]。
- 1993年（平成5年）5月11日 - 建設省から、県道垂水大崎線が垂水大崎線として主要地方道に指定される[2]。

## 路線状況

### 重複区間
- 国道504号・鹿児島県道71号垂水南之郷線（鹿屋市輝北町上百引 地内）

## 地理

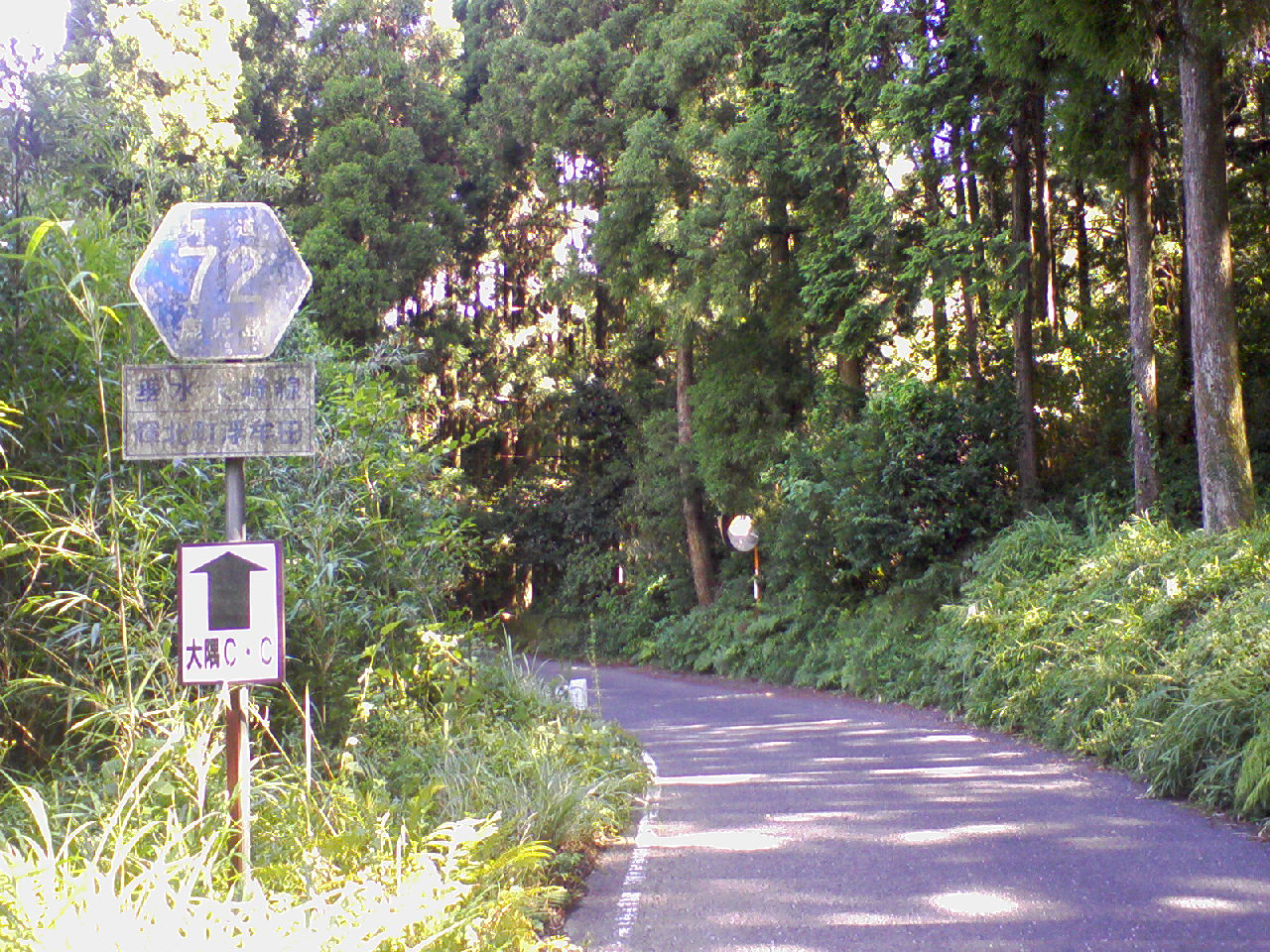
鹿屋市輝北町浮牟田
所々は2車線道路に整備されている

垂水市 - 鹿屋市輝北町間は牛根峠（標高492 m）を越える。牛根峠は百引から二川港を結ぶ道路として1900年（明治33年）に開通した。市境付近から林道が分かれており4 kmほどで輝北うわば公園へ向かうことができる。高隈山地の尾根沿いに風力発電所の輝北ウインドファームがある。
鹿屋市輝北町百引（もびき）で国道504号に合流。鹿屋市役所輝北総合支所（旧輝北町役場）前の交差点で再び単独区間となる。重複区間内は歩道が両側に確保されている。
鹿屋市輝北町 - 曽於郡大崎町間は峠越えはないものの、輝北ダムの周辺を除いては1 - 1.5車線道路である。沿線に集落が点在する。また、鹿屋市輝北町平房の大鳥川沿いにはゲンジボタルの出没スポットがある。なお、交差点に県道標識のない部分が数か所あり、走行する際は道を間違えないよう注意が必要である。

### 通過する自治体
- 垂水市
- 鹿屋市
- 曽於郡大崎町
- 志布志市（飛地）
- 曽於郡大崎町

### 交差する道路
| 交差する道路                                                   | 市町村名 | 市町村名 | 交差する場所           | 交差する場所      |
| -------------------------------------------------------------- | -------- | -------- | ---------------------- | ----------------- |
| 国道220号                                                      | 垂水市   | 垂水市   | 二川                   | 牛根交差点 / 起点 |
| 国道504号 重複区間起点 鹿児島県道71号垂水南之郷線 重複区間起点 | 鹿屋市   | 鹿屋市   | 輝北町上百引（もびき） |                   |
| 国道504号 重複区間終点 鹿児島県道71号垂水南之郷線 重複区間終点 | 鹿屋市   | 鹿屋市   | 輝北町上百引           | 輝北町百引交差点  |
| 鹿児島県道518号仏迫平房線                                      | 鹿屋市   | 鹿屋市   | 輝北町平房             |                   |
| 国道269号                                                      | 曽於郡   | 大崎町   | 野方                   | 終点              |

### 沿線
- 鹿屋市役所輝北総合支所
- 鹿屋市立輝北小学校

### 峠
- 牛根峠（標高492 m、垂水市 - 鹿屋市）